# Кубок Томаса 1979
11-й Кубок Томаса (крупнейшее международное соревнование по бадминтону среди мужских команд) прошёл в сезоне 1978—1979 годов. Он начинался в четырёх квалификационных зонах — Азиатской, Австралазиатской, Европейской и Панамериканской. Обладатель кубка прошлого сезона — команда Индонезии — была избавлена от необходимости проходить квалификацию, и играла сразу во 2-м раунде плей-офф. В конце сезона четыре победителя зон съехались в Джакарту (Индонезия), где, вместе с текущим обладателем кубка, провели между собой плей-офф и определили двух участников, в заключительном раунде сразившихся за кубок.

## Команды и зоны
| Австралазиатская зона - Япония - Новая Зеландия - Австралия | Азиатская зона - Индия - Пакистан - Таиланд - Малайзия | Европейская зона - Англия - Шотландия - Нидерланды - Норвегия - Бельгия - ФРГ - Дания - Швеция | Панамериканская зона - Канада - Перу - США - Мексика - Китайская Республика |

## Итоги зональных турниров
Сезон 1978—1979 годов ознаменовался большими политическими проблемами. Вступление Китайской Республики в ВФБ надолго затянулось из-за «тайваньского вопроса». В сезоне 1978—1979 годов Китайская Республика играла в Панамериканской зоне, но отголоски их противоборства с КНР докатились и сюда, вызвав протест против участия Китайской Республики со стороны Мексики. В итоге Китайская Республика отказалась от участия, Мексика проиграла Канаде, а в финале Канада сумела выиграть 5-4 у США.
В Азиатской зоне политические проблемы привели к тому, что многие команды либо не участвовали, либо отказались соревноваться (включая традиционно сильную сборную Таиланда). В итоге состоялся только матч Индии с Малайзией, который Малайзия выиграла 4-1.
В Австралазиатской зоне впервые с сезона 1966—1967 годов участвовала Япония, которая встретила жёсткий отпор со стороны Новой Зеландии, но выиграла 5-4. В финале зоны Япония сумела обыграть Австралию.
В Европейской зоне победителем стал традиционный лидер — Дания.

## Плей-офф
Межзональные плей-офф состоялись в конце мая 1979 года в Джакарте.

### Первый раунд
| Япония    | 8—1          | Канада |
| Индонезия | во 2-й раунд |        |
| Дания     | во 2-й раунд |        |
| Индия     | во 2-й раунд |        |

### Второй раунд
| Индонезия | 9—0 | Япония |
| Дания     | 7—2 | Индия  |

## Финальный раунд
Финальный спор за кубок Томаса сезона 1978—1979 годов состоялся в Джакарте 1-2 июня 1979 года.
| Индонезия | 9—0 | Дания |